# Pierre-Étienne-Nicolas Bouvet-Jourdan
Pierre-Étienne-Nicolas Bouvet dijo Bouvet-Jourdan, nacido el  en Chartres donde murió el 30 de enero de 1826, es un político francés, diputado del tercer estado a los Estados Generales de 1789.

## Biografía
Pierre-Étienne-Nicolas Bouvet-Jourdan es hijo de Nicolas Bouvet, comerciante de seda en Chartres, fallecido en Chartres (parroquia de Saint-Martin-le-Viandier) el 14 de marzo de 1775, y Marthe Catherine Daguet.
Pierre Étienne Nicolas Bouvet es un mercader y comerciante de seda en Chartres. Gran juez-cónsul en ejercicio, con domicilio en Chartres rue des Changes, parroquia de Saint-Martin, fue elegido, el 20 de marzo de 1789, diputado del tercer estado a los Estados Generales por la Alguacilazgo de Chartres, votó en la Asamblea con la mayoría. Fue nombrado Consejero de Prefectura el 21 del año germinal VIII.
Cuando las órdenes religiosas fueron suprimidas durante la Revolución, sus libros se habían amontonado en el corazón y los pasillos de la Cathédrale Notre-Dame de Chartres. Bouvet-Jourdan se comprometió, con el Abbé Claude-Adrien Jumentier, Dattin de Lancey y Bellier du Chesnay, a poner orden en este conjunto de libros, fundando así la Biblioteca Municipal de Chartres.